# 邓大玉
邓大玉（1967年9月—），广西融安人，苗族，无党派人士。中华人民共和国政治人物、第十三届全国人民代表大会广西壮族自治区代表。

## 生平
2018年，邓大玉被选为广西壮族自治区出席第十三届全国人民代表大会代表。